# Traumatisme oculaire

Particule de fer à la limite de la cornée ; des traces de rouille sont déjà visibles.

Un traumatisme oculaire est une atteinte de l'œil à la suite d'un accident. Les principaux traumatismes de l'œil peuvent être dus à une poussière, une contusion, une coupure (considérée alors comme une plaie grave), ou une brûlure. Une absence de douleur n'est pas un critère de bénignité.
L'œil humain est un organe fragile et, à l'exception de la simple poussière, il faut s'adresser dans les plus brefs délais aux services compétents (consultation d'urgence en ophtalmologie ou service des urgences de l'hôpital). L'attitude la plus raisonnable consiste donc à contacter les secours afin d'avoir un avis médical et de savoir quoi faire.

## Prévention
De nombreux traumatismes oculaires peuvent ou pourraient être évités par le port de lunettes de protection.

Les produits chimiques corrosifs, irritants ou sensibilisants pour l'œil doivent porter une étiquette de danger et/ou une mention de danger, conformes au  système général harmonisé de classification et d'étiquetage des produits chimiques (abrégé en « système général harmonisé » ou SGH. Il existe en outre un Informations additionnelles (EUH070) pour les produits « Toxiques par contact oculaire ». 

## Précautions en cas de blessure à l'œil

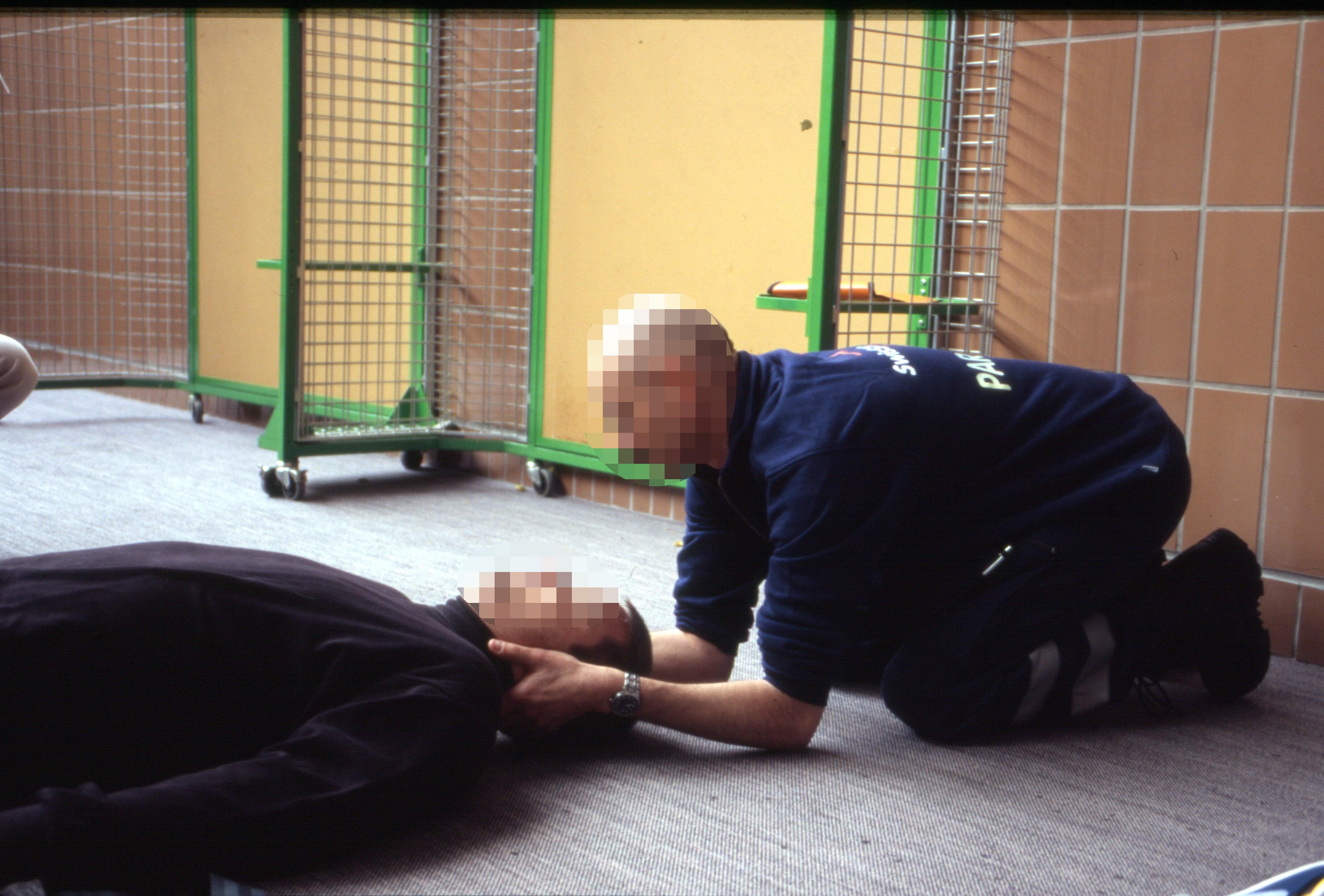
Position de maintien de la tête
correctement effectuée (coudes posés, tête proche du patient pour le rassurer).

En cas de poussière sur l'oeil, faire tourner l'œil pour que les larmes endocrinales et l'action de la rotation évacuent la poussière par les conduits naturels. 
En cas de coupure ou de corps étranger fiché dans l'œil, placer si possible le blessé en position d'attente (à plat dos, tête calée). L'œil ne doit plus bouger. Un objet fiché dans l'œil ne doit pas être retiré : cela pourrait aggraver la lésion. Si possible, mettre une sorte d'écran devant les yeux de la victime afin qu'elle ne soit pas tentée de regarder ce qui se passe ou de bouger les yeux ; par exemple, demander à quelqu'un d'apposer ses mains ou de tenir un linge devant les yeux, mais sans aucun contact avec l'oeil ou le corps étranger. Rassurer la victime.
En cas de brûlure, aussi vite que possible, rincer à grande eau (pour limiter la propagation de la chaleur) ; 

en cas de brûlure chimique, éviter que l'eau de rinçage n'atteigne l'autre œil.

## Classification
Pour l'AEPC et le système d'étiquetage des risques et dangers,
- l'irritation oculaire est définie comme l'« atteinte de l’œil résultant de l’application d’une substance d’essai à la surface antérieure de l’œil, et qui est totalement réversible dans les 21 jours suivant l’application » [2]
- une lésion oculaire est dite grave quand « des lésions des tissus oculaires ou une dégradation grave de la vue, résultant de l’application d’une substance d’essai à la surface antérieure de l’œil, et qui ne sont pas totalement réversibles dans les 21 jours suivant l’application »[3].